# Christian Mali

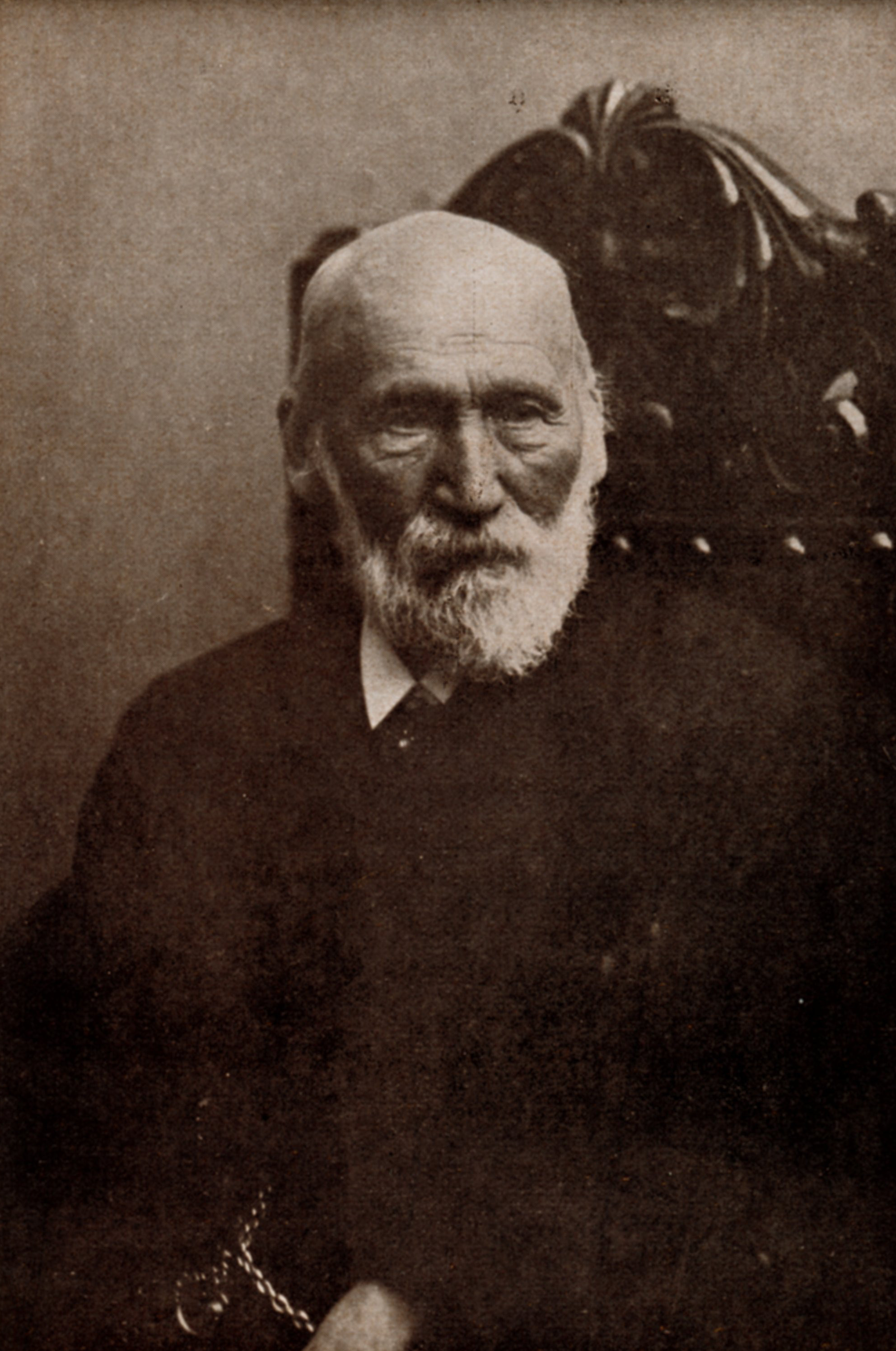
Christian Mali

Christian Friedrich Mali (* 6. Oktober 1832 in Darthuizen, Niederlande; † 1. Oktober 1906 in München) war ein deutscher Tier-, Landschafts- und Genremaler der Münchner Schule. Er war der jüngere Bruder des Malers Johannes Cornelis Jacobus Mali. 

## Leben

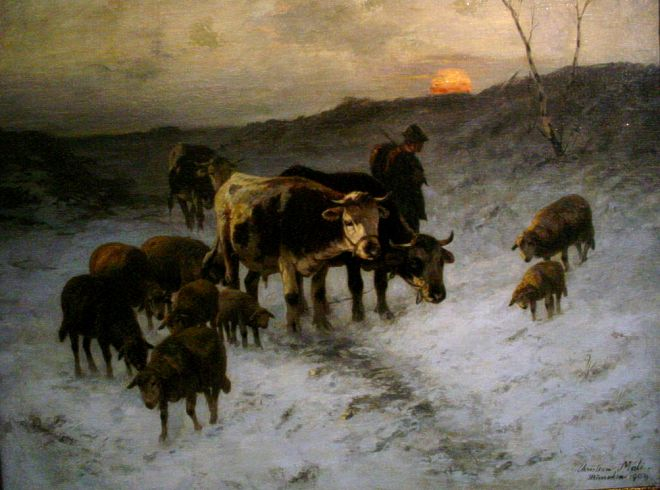
Winterabend nach dem Viehmarkt, 1904

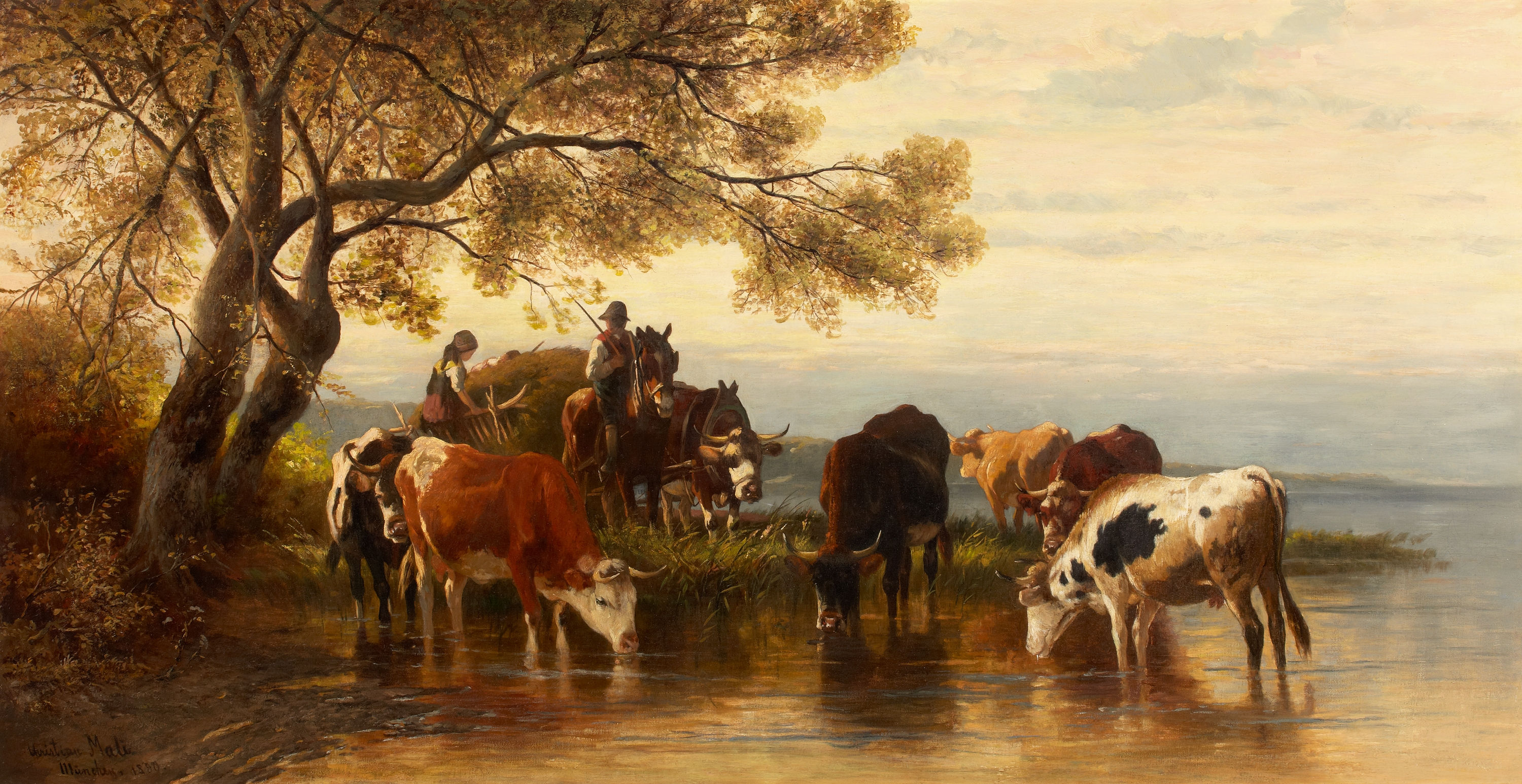
Landschaft mit Bauern und Kühen

Christian Mali war das jüngste von zehn Geschwistern, die fast alle künstlerisches Talent besaßen. Seine Schwester war mit dem Nimwegener Maler Pieter Francis Peters verheiratet, der auch Einfluss auf Christian Mali und seinen Bruder Jan ausübte. Nach dem raschen Tod seines Vaters 1833 kam Mali mit seiner Mutter nach Württemberg und war bis 1858 als Xylograph in Stuttgart tätig. Er wechselte zu seinem Bruder Jan nach München, wo er 1860 seinen Freund Anton Braith kennenlernte. Er bildete sich in der Landschaftsmalerei aus, mit der er infolge einer Reise nach Italien auch die Architekturmalerei verband. Damals entstanden der Abend in Verona (Neue Pinakothek, München), Partie aus Venedig und Das Kloster Maulbronn.
1865 ging Mali nach Düsseldorf und von da nach Paris, wo das Studium der Werke Troyons und dessen Einfluss ihn bewogen, sich der Tiermalerei, insbesondere dem Malen von Schafen, zu widmen.

## Ehrungen
Luitpold von Bayern, mit dem er befreundet war, ehrte ihn bei einem Atelierbesuch mit dem bayerischen St.-Michaels-Orden. Der württembergische König würdigte ihn mit dem Friedrichs-Orden. 1889 wurde ihm der Professorentitel verliehen, 1902 die Ehrenbürgerwürde von Weilheim an der Teck, am 14. April 1905 die Ehrenbürgerwürde der Stadt Biberach an der Riß. Nach seinem Tode wurde er auf eigenen Wunsch nach Biberach überführt und neben seinem Freund Anton Braith auf dem katholischen Friedhof beerdigt. Seinen künstlerischen Nachlass, sein Atelier und 60.000 Mark vermachte er der Stadt Biberach.

## Werke
Zu seinen frühen, mehr landschaftlichen Bildern gehören Partenkirchen, Partie aus der Schwäbischen Alb, Kochem an der Mosel, Der Hallstätter See und Sommertag auf der Fraueninsel (gemeinsam mit Jan Johann Cornelis Mali).
Zu den späteren, auf welchen die Tierstaffage überwiegt, gehören Die heimziehende Herde, Morgen und Abend im Dorf, Des Schäfers Morgengruß, Der verregnete Viehmarkt, Schafe bei herannahendem Gewitter, Die Table d'hote im Stall, Schafe im Frühjahr, Dorfpartie am Bodensee und Ein Morgen bei Amalfi.

## Nachlass

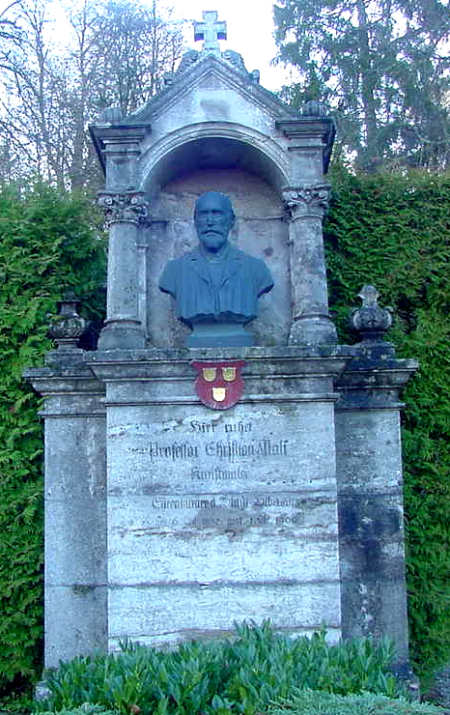
Grabstätte Christian Malis in Biberach/Riß

Die reich ausgestatteten Atelier-Schauräume aus München mit den Nachlässen von Anton Braith und Christian Mali sind heute im Braith-Mali-Museum in Biberach an der Riß zu sehen. Sie gelten als seltene Beispiele für gut erhaltene Künstlerateliers des 19. Jahrhunderts und sind damit ein Kulturdenkmal ersten Ranges.

## Trivia
Am 22. Januar 2017 wurde eine Folge der Sendung Lieb & Teuer des NDR ausgestrahlt, die von Janin Ullmann moderiert wurde. Darin wurde mit der Gemälde-Expertin Ariane Skora ein Gemälde von Christian Mali besprochen. Ein Besuch im Braith-Mali-Museum rundete die Folge ab. Am 4. Februar 2018 wurde wieder in einer Folge der Sendung ein Gemälde von Mali besprochen. Die Gemälde-Expertin war diesmal Barbara Guarnieri.